# Euoplos variabilis
Euoplos variabilis är en spindelart som först beskrevs av William Joseph Rainbow och Robert Henry Pulleine 1918.  Euoplos variabilis ingår i släktet Euoplos och familjen Idiopidae. Utöver nominatformen finns också underarten E. v. flavomaculata.